# Vinine (Bośnia i Hercegowina)
Vinine – wieś w Bośni i Hercegowinie, w Federacji Bośni i Hercegowiny, w kantonie hercegowińsko-neretwiańskim, w gminie Neum. W 2013 roku liczyła 49 mieszkańców, z czego większość stanowili Chorwaci.